# Barracuda Queens
Barracuda Queens ist eine schwedische Fernsehserie von Amanda Adolfsson.
Die erste Staffel wurde am 5. Juni 2023 auf Netflix veröffentlicht. Die zweite Staffel wird 2025 veröffentlicht.

## Inhalt
Die Serie spielt im Jahr 1995 und folgt vier Freundinnen – Lollo, Klara, Frida und Mia – die an einem Punkt in ihrem Leben stehen, an dem sie sich von den Zwängen der Gesellschaft lösen wollen. Nach einem teuren Partywochenende und großen Schulden beschließen die jungen Frauen, eine radikale Lösung zu finden: Sie beginnen, in die Häuser wohlhabender Nachbarn einzubrechen. Ihre Taten starten als „Racheakte“ gegen eine ungerechte Gesellschaft, jedoch eskaliert die Situation, als die Gruppe immer tiefer in die kriminelle Welt abrutscht und ihre Motive zunehmend zwiespältig werden.

## Besetzung und Synchronisation
Die deutschsprachige Synchronisation entstand nach den Dialogbuch von Katharina von Daake durch die Synchronfirma Iyuno-SDI Group Germany GmbH.
| Rolle                   | Schauspieler           | Synchronsprecher |
| ----------------------- | ---------------------- | ---------------- |
| Amina Khalil            | Sarah Gustafsson       | Ilena Gwisdalla  |
| Margareta Millkvist     | Izabella Scorupco      | Carin C. Tietze  |
| Mia Thorstensson        | Tea Stjärne            | Lea Kalbhenn     |
| Klara Rapp              | Tindra Monsen          | Anna Ewelina     |
| Trisha                  | Editha Domingo         | Dagmar Dempe     |
| Alex                    | Filip Wolfe Sjunnesson | Leonard Rosemann |
| André                   | Philip Oros            | Benjamin Mereis  |
| Astrid von Schmigel     | Léonore Ekstrand       | Astrid Martiny   |
| Calle Millkvist         | Max Ulveson            | Martin Bonvicini |
| Carl-Johan von Schmigel | David Book             | Frank Schaff     |
| Cecilia Thorstensson    | Michaela Thorsén       | Nina Kapust      |

## Produktion
Produziert wurde die Serie von Asp Varhos, als Produzent fungierten Frida Asp und Fatima Varhos. Regie führte Amanda Adolfsson. Die Kamera führte Ragna Jorming, die Komposition übernahm Joakim Åhlund verantwortete. In den Hauptrollen spielen Alva Bratt, Tea Stjärne, Tindra Monsen, Sandra Zubovic, Sarah Gustafsson und Izabella Scorupco.

## Episodenliste
Die komplette Staffel wurde am 5. Juni 2023 auf Netflix sowohl im Original als auch auf Deutsch erstveröffentlicht.
| Nr. (ges.) | Nr. (St.) | Deutscher Titel                                   | Originaltitel                              | Regie            | Drehbuch                                   |
| ---------- | --------- | ------------------------------------------------- | ------------------------------------------ | ---------------- | ------------------------------------------ |
| 1          | 1         | Ich bereue Båstad                                 | Fan vad jag ångrar Båstad                  | Amanda Adolfsson | Camilla Ahlgren, Hugo Rehnberg             |
| 2          | 2         | Das ist was anderes, du bist kein Kerl            | Du är ju tjej, det är annorlunda           | Amanda Adolfsson | Sofie Forsman, Tove Forsman, Hugo Rehnberg |
| 3          | 3         | Ich will mehr Geld                                | Jag vill ha mer pengar                     | Amanda Adolfsson | Camilla Ahlgren, Hugo Rehnberg             |
| 4          | 4         | Zum Wohl, dass wir nie wieder Streit haben werden | Skål för att vi aldrig ska bli ovänner mer | Amanda Adolfsson | Hugo Rehnberg, Veronica Zacco              |
| 5          | 5         | Ich hab keine Angst vor dir!                      | Jag är inte rädd för dig!                  | Amanda Adolfsson | Sofie Forsman, Tove Forsman, Hugo Rehnberg |
| 6          | 6         | Magst du Champagner?                              | Gillar du champagne?                       | Amanda Adolfsson | Camilla Ahlgren, Hugo Rehnberg             |